# Cloudshoring
Cloudshoring kallas det när ett företag flyttar produktionen av varor eller tjänster från lokalt till en digital domän, exempelvis banker som framförallt via internet erbjuder sina tjänster reducerar sitt behov av kontor . Syftet med cloudshoring är att sänka kostnaderna för det företag som flyttar över verksamhet till internet.
Cloudshoring, som motsats till offshoring överför inte arbete till ett annat land, därigenom ökar istället värdet av internet.

### Digital artiklar
- Cloudshoring - By C. Ahlin